# ليو (ممثلة)
ليو (بالفرنسية: Lio)‏ هي مغنية وممثلة فرنسية وبلجيكية، ولدت في 17 يونيو 1962 في البرتغال.

## وصلات خارجية
- ليو على موقع IMDb (الإنجليزية)
- ليو على موقع روتن توميتوز (الإنجليزية)
- ليو على موقع ألو سيني (الفرنسية)
- ليو على موقع ميوزك برينز (الإنجليزية)
- ليو على موقع أول موفي (الإنجليزية)
- ليو على موقع أول ميوزيك (الإنجليزية)
- ليو على موقع ديسكوغز (الإنجليزية)
- ليو على موقع قاعدة بيانات الفيلم (الإنجليزية)
- ليو على موقع كينوبويسك (الروسية)